# Hans Castorps Schneetraum
Hans Castorps Schneetraum zählt zu den Höhepunkten in Thomas Manns Roman Der Zauberberg (1924), bleibt aber ein Zwischenspiel. Der Einschub widerruft die sonst durchgehende Décadence-Thematik des Romans. Zugleich verabschiedet Thomas Mann ein von ihm bis dahin wiederholt bearbeitetes literarisches Motiv: Die „Sympathie mit dem Tode“.
Den Zauberberg hat Thomas Mann als Übergang zum zweiten Teil seines Lebenswerkes bezeichnet, der Joseph und seine Brüder, den Goethe-Roman Lotte in Weimar, Doktor Faustus sowie Die Bekenntnisse des Hochstaplers Felix Krull umfasst.

## Der Schneesturm
Hans Castorp, ein junger Mann aus Hamburg und Patient in dem Davoser Lungensanatorium, das Schauplatz des Romans ist, unternimmt eines Tages einen Skiausflug ins Hochgebirge. Dort gerät er in einen lebensbedrohlichen Schneesturm, verliert die Orientierung und muss das Unwetter im Windschatten eines Heuschobers abwarten. Er schläft ein, nachdem er einige Schlucke Portwein zu sich genommen hat, „die sofort ihre Wirkung zeitigten“, und träumt. Der Traum zerfällt in zwei Teile: in szenische Bilder und einen anschließenden inneren Monolog, der die Traumbilder reflektiert. Thomas Mann trennt zwischen „Bildertraum“ und „Gedankentraum“.

## Der Traum

### Vier „mythische“ Bilder
Im ersten Bild sieht Hans Castorp Laubbäume in vollem Blätterschmuck sacht mit den Wipfeln rauschen. Er atmet ihren Duft und denkt: „Oh Heimatodem, Duft und Fülle des Tieflandes, lang entbehrt.“ Ein Regenschauer geht nieder und es entsteht ein Regenbogen, der einen Szenenwechsel einleitet.
Im zweiten Bild öffnet sich die Landschaft „in wachsender Verklärung“. Ein Meeresgestade tut sich auf, eine wunderschöne Bucht. „Eine Seligkeit von Licht, von tiefer Himmelsreinheit“. Bevölkert wird die Szenerie von Jugend beiderlei Geschlechts: „Sonnen- und Meereskinder“. Es sind wohlgestaltete Jünglinge, die sich mit ihren Pferden beschäftigen und sich im Bogenschießen üben, und schöne Mädchen, musizierend, im Reigentanz. Tief beeindruckt ist Hans Castorp durch die Freundlichkeit und höfliche Rücksicht, in der die Sonnenleute miteinander umgehen, ernst und heiter zugleich, in „verständiger Frömmigkeit“.
Dann fällt sein Blick auf eine stillende junge Mutter. Die Vorübergehenden grüßen sie „durch das nicht allzu genaue Andeuten einer Kniebeugung, ähnlich dem Kirchenbesucher, der im Vorübergehen vorm Hochaltar sich leichthin erniedrigt“. Die Figur der Mutter und die konventionellen Ehrerbietungen erinnern an eine Mariendarstellung. Abseits (im Text heißt es: „gelassen abseits“) steht ein schöner Knabe, dessen volles Haar wie ein Helm seinem Kopfe aufliegt und der die Arme vor der Brust verschränkt. Er schaut zwischen Hans Castorp und dem Strandbild hin und her. Schließlich blickt der Knabe an Hans Castorp vorbei ins Weite. Seine Miene ändert sich, wird immer ernster, versteinert und nimmt eine unergründliche „Todesverschlossenheit“ an. Es ist Hermes, den Thomas Mann wie schon zuvor in Der Tod in Venedig wieder auftreten lässt. Zu den Aufgaben dieser verbindenden Gottheit gehörte auch, die Seelen in die Totenwelt zu geleiten. Angesichts dieser „Todesverschlossenheit“ kommt Hans Castorp „der blasse Schrecken [...], nicht ohne eine unbestimmte Ahnung ihres Sinnes“.
Er wendet sich rückwärts. Das dritte Bild tut sich auf. Hans Castorp steht vor den Säulen eines antiken Tempels. Er betritt ihn und gewahrt eine steinerne Gruppenplastik: „Mutter und Tochter, wie es schien“. „In Betrachtung des Standbildes wurde Hans Castorps Herz aus dunklen Gründen noch schwerer, angst- und ahnungsvoller“. Die Thomas-Mann-Interpretation sieht in den zwei Frauen Persephone und Demeter. Damit erweist sich das dritte Bild als Hades. Die „Paradiesischen Gefilde“ lösen beim Leser eine religiöse Anmutung aus. Der Tempelbezirk führt in vorreligiöse, mythische Sphäre.
Durch eine offene Tür blickt Hans Castorp in das Innere der Tempelkammer. Es ist das vierte Bild. Castorp wird konfrontiert mit der personifizierten Natur:
Zwei graue, zottelhaarige Weiber, halbnackt, mit „hängenden Hexenbrüsten und fingerlangen Zitzen“ zerfleischen und fressen über flackerndem Feuer ein kleines Kind. Sie sind Thomas Manns Allegorien der Natur. Mit Entsetzen wacht Hans Castorp auf, schläft aber gleich wieder ein. Ohne die anfängliche Schlaftiefe zu erreichen, träumt er weiter, jetzt „nicht mehr in Bildern, sondern gedankenweise“, in aufgelockerten Assoziationen.
Mit dem Bildertraum greift Thomas Mann den Nekyia-Mythos auf. Er beschreibt den vorübergehenden Aufenthalt eines Sterblichen in der Totenwelt. Gegen Ende seiner Irrfahrt gelangt Odysseus in den Hades. Der elfte Gesang der Odyssee, der dies schildert, ist mit „Nekyia“ überschrieben. Die Überschrift wurde namensgebend für dieses mythische Motiv. Als Synonym für Nekyia gilt die Bezeichnung Höllenfahrt.
Die Bilderfolge „Heimat“, „paradiesische Gefilde“, „Hades“ und „Natur“ illustriert eine mythische Rückschau, einen Abstieg zum Uranfänglichen. Thomas Mann folgt dabei Arthur Schopenhauers Philosophie vom Primat des Willens, nach dem Wille und Natur die Grundlagen von Vorstellung und Geistigkeit sind.

### Leben und Tod
Gleich zu Beginn nennt Thomas Mann seinen Protagonisten Hans Castorp einen einfachen jungen Menschen. Auf der letzten Seite ruft er ihm nach: „[…] denn du warst simpel“. Doch nach seiner Rückkehr vom Hades gelingen Hans Castorp im Halbschlaf tiefgreifende Schlussfolgerungen. Leben und Tod werden als zusammengehörig erkannt. „Wer aber den Körper, das Leben erkennt, erkennt den Tod.“ Und umgekehrt: „Denn alles Interesse für Tod und Krankheit ist Ausdruck des Interesses am Leben“.
„Mir träumte“, resümiert Hans Castorp „vom Stande des Menschen in seiner höflich-verständigen und ehrerbietigen Gemeinschaft, hinter der im Tempel das grässliche Blutmahl sich abspielte. Waren sie so höflich und reizend zueinander, die Sonnenleute, im stillen Hinblick auf eben dies Grässliche? Das wäre eine feine und recht galante Schlussfolgerung, die sie da zögen.“ Was hier so leichthin geäußert wird, ist Thomas Manns Ansicht über die Wurzel menschlicher Gesittung. „Form und Gesittung verständig-freundlicher Gemeinschaft und schönen Menschenstaats – im stillen Hinblick auf das Blutmahl“.

### Liebe und Tod
Thomas Manns Antinomie von Natur und Geist: Sie wird zurückgenommen, aber im Roman nur hier. Hans Castorp fragt sich: „Geist und Natur, sind das wohl Widersprüche? Ich frage: Sind das Fragen? Nein, es sind keine Fragen.“ Verworfen wird auch die poetische Verbindung von Liebe und Tod: „Tod und Liebe, das ist ein schlechter Reim, ein abgeschmackter, ein falscher Reim!“  Doch in dem Kapitel Fülle des Wohllauts, gegen Ende des Romans, stellt Thomas Mann die Vorzugsschallplatten von Hans Castorp vor. Von dem Schlussduett in Aida – in dem Aida und Radames in Liebe und Tod vereint sind – ist Hans Castorp zutiefst gerührt und weit entfernt, einen „schlechten Reim“ zu erkennen.

### Kunst und Tod
Die persönlichen Expektorationen im Gedankentraum sind zwar verschlüsselt, bleiben aber Mitteilungen, zum Beispiel Thomas Manns Standortbestimmung als Künstler. „Der Mensch ist der Herr der Gegensätze“, meint Hans Castorp. Doch nur als Künstler ist er Herr der Gegensätze. Zu Thomas Manns Kunstauffassung gehörte, dass die Kunst aus der Bipolarität der Wirklichkeit, dem „Entweder-oder“, ein „Sowohl-als-auch“ macht, dass die Kunst widersprüchliche Aussagen gelten lässt und sie durch ästhetische Gestaltung glaubwürdig versöhnt. „Künstlerische Paradoxie“ hat er die Simultanität von gegensätzlichen Affekten oder inhaltlichen Aussagen genannt.
Im Dichter sieht Thomas Mann den Homo Dei. Sein Stand ist „zwischen Durchgängerei und Vernunft – wie auch sein Staat ist zwischen mystischer Gemeinschaft und windigem Einzeltum“. In der Hochschätzung des Dichters als Homo Dei folgt Thomas Mann Goethe. [Im „Prolog im Himmel“ (Faust I) legitimiert „Der Herr“ die Dichter als die „echten Göttersöhne“. Sie sollen, „was in schwankender Erscheinung schwebt“, befestigen „mit dauernden Gedanken“.]
Der Mensch ist „vornehmer als der Tod, zu vornehm für diesen – das ist die Freiheit seines Kopfes. Vornehmer als das Leben, das ist die Frömmigkeit in seinem Herzen.“ Das gibt nur Sinn, wenn man wieder für Mensch „der Künstler“ setzt und für Tod „Freitod“. Der Künstler ist „vornehmer als der Tod, zu vornehm für diesen – das ist die Freiheit seines Kopfes“, denn er weiß, dass ihn sein Werk unsterblich macht. Thomas Mann verbannt die Alternative Tod um des Werkes willen, des noch nicht vollendeten Lebenswerkes. – Der Mensch ist „vornehmer als das Leben“ und sagt: Ich, Künstler und Sohn eines Lübecker Senators, meinem ganzen Wesen nach auf Repräsentation bedacht, halte Keuschheit (Frömmigkeit in meinem Herzen) für vornehmer als das Ausleben meiner homoerotischen Neigungen.

## Der kulturgeschichtliche Hintergrund

### Das Fin de siècle
Thomas Mann hat die Konzeption von Der Zauberberg „erzromantisch“ genannt und dem Genre der Verfallsliteratur zugerechnet. Das Thema Verfall wird in seinem Alterswerk Doktor Faustus (1947) wieder aufgegriffen: „Ich schreibe ja immer Verfallsgeschichten.“ In Doktor Faustus gelingt einem Künstler der geniale Durchbruch erst in der Fiebrigkeit einer syphilitischen Enzephalitis. „Genialisierung durch Krankheit“ ist ein typisches Décadence-Motiv (Dekadenz). Auch im Zauberberg werden Krankheit und Todesnähe als der „geniale Weg“ zum Leben beschrieben.
Leitmotiv von Der Zauberberg ist die „Sympathie mit dem Tode“. Von ihm verabschiedet sich Thomas Mann in dem Kapitel Schnee mit einem Vorsatz, der als einziger Satz des Romans kursiv gedruckt ist: „Der Mensch soll um der Güte und Liebe willen dem Tode keine Herrschaft einräumen über seine Gedanken“. Es sind die Traumgedanken der zentralen Figur, des jungen Hans Castorp, die er aber wieder vergisst. Damit wird das Kapitel Schnee zu einem Einschub, zu einer Binnenerzählung. Die Traumgesichte und -gedanken werden nicht mit dem weiteren Handlungsverlauf verknüpft.
Die Formulierung „Sympathie mit dem Tode“ findet sich erstmals in einem Brief an den Bruder Heinrich Mann von 1913: „Eine wachsende Sympathie mit dem Tode, mir tief eingeboren.“ Einige Sätze zuvor heißt es: „Wenn nur die Arbeitskraft und -lust entsprechend wäre. Aber das Innere: Die immer drohende Erschöpfung, Skrupel, Müdigkeit, Zweifel, eine Wundheit und Schwäche, dass mich jeder Angriff bis auf den Grund erschüttert“. Im Rückblick auf den vergangenen Winter berichtet er von „Depressionen wirklich arger Art mit vollkommen ernst gemeinten Selbstabschaffungsplänen“.

### Verfall
„Dieser wunderliche Bildungsroman“, schreibt Thomas Mann dem Germanisten Philipp Witkop, „führt doch eigentlich auch wieder aus dem 'Verfall' nicht heraus“. Doch Verfall, Dekadenz und romantische „Sympathie mit dem Tode“ waren nach dem Epochenwechsel, der sich mit dem Ersten Weltkrieg vollzogen hatte, nicht mehr zeitgemäß, und Thomas Mann wollte nicht zurückstehen. Den bereits 1912 begonnenen Roman aufgeben wollte er aber auch nicht. Das dürfte einer der Gründe für den Widerruf sein, der im Gedankentraum des Kapitels Schnee ausformuliert wird, bemüht und ausführlich.

### „Todesromantik plus Lebensja“
Verschlüsselt enthält das 1923 entstandene Kapitel einen sehr ernsten Beschluss des 48-jährigen Thomas Mann: Die Bewältigung seiner bis dahin wiederkehrenden Suizidgedanken mit dem Lebensbefehl, dem Tode keine Herrschaft über die Gedanken einzuräumen.
Der Zauberberg ist zwischen 1912 und 1924 entstanden, die lange Zeitspanne des Entstehens erklärt sich durch Unterbrechungen, da der Autor sich in dieser Zeit essayistischen Arbeiten widmete. Ursprünglich hatte er eine Novelle geplant. Thomas Mann wollte nach Der Tod in Venedig etwas Heiteres schreiben, eine Parodie auf Todesstimmung und Todesfaszination. Nach 1918 erweiterte er die Konzeption auf das Thema Todesromantik plus Lebensja. „Es handelt sich letzten Endes um Kritik und Überwindung der als Todesfaszination verstandenen Romantik zugunsten des Lebensgedankens und eines neuen Humanitätsgefühls“. Trotzdem bleibt depraviert-romantische Todesverfallenheit – in einer Mischung aus Komik und Todesgrauen – die Grundtendenz des Romans.
Der Germanist Michael Neumann stellt fest, „dass dieser Roman wie der Kopf des Janus zwei Gesichter hat, die in entgegengesetzte Richtungen blicken“. Das Kapitel „Schnee“ ist für sich genommen große Literatur, bleibt jedoch ein Einschub. Seinen Zweck erfüllt das Zwischenspiel: Thomas Mann kann im Roman Todesverfallenheit beschreiben, hat er doch mit diesem Widerruf Romantik und Décadence als gestrig abgetan. Dieser Widerruf der Todesverfallenheit und die Bejahung des Lebens hatte für Thomas Mann sogar bedeutende politische Implikationen: Von Hause aus konservativ und ein Anhänger des wilhelminischen Obrigkeitsstaates, wandelte sich Thomas Mann nach dem Ersten Weltkrieg zum Anhänger und Verteidiger der Weimarer Republik und später zum Gegner des Nationalsozialismus.

## Die geheime Identität von Autor und Fabelheld
Am Ende des Gedankentraums gibt sich Hans Castorp den „Lebensbefehl“ (E. Heftrich), dem Tod keine Herrschaft mehr über seine Gedanken einzuräumen. Und „damit wach' ich auf, denn damit hab’ ich zu Ende geträumt“. Der Schneesturm hat aufgehört. Hans Castorp fährt zurück ins Tal, in sein Sanatorium. Und bereits während der Abendmahlzeit beginnen seine Traumgedanken zu verblassen. „Was er gedacht, verstand er schon diesen Abend nicht mehr so recht“. Hans Castorp musste seine Traumerkenntnisse vergessen. Nicht er hatte den Gedankentraum geträumt, sondern sein Autor. Über einige Romanseiten hatte sich Thomas Mann Person und Spracheigentümlichkeit des jungen Mannes ausgeborgt, hatte der Autor in seinem Fabelhelden hospitiert.
Thomas Mann 1925 in seiner Rede zum 50. Geburtstag: „Wenn ich einen Wunsch für den Nachruhm meines Werkes habe, so ist es der, man möge davon sagen, dass es lebensfreundlich ist, obwohl es vom Tode weiß. Ja, es ist dem Tode verbunden, es weiß von ihm, aber es will dem Leben wohl. Es gibt zweierlei Lebensfreundlichkeiten: eine, die vom Tode nichts weiß; die ist recht einfältig und robust, und eine andere, die von ihm weiß, und nur diese, meine ich, hat vollen geistigen Wert. Sie ist die Lebensfreundlichkeit der Künstler, Dichter und Schriftsteller“.

## Hörspiel
- Hans Castorps Schneetraum. Urlaub vom Leben: Der Zauberberg (Teil 7) von Thomas Mann. Hörspiel, ausgestrahlt am 9. Juli 2013 im Deutschlandradio, Dauer 53'10. Bearbeitung: Valerie Stiegele, Regie: Ulrich Lampen, Komposition: Michael Riessler. Sprecher waren unter anderem Udo Samel, Konstantin Graudus, Hans-Werner Meyer und Felix von Manteuffel.[10]